# Hygropoda argentata
Espèce
Hygropoda argentata est une espèce d'araignées aranéomorphes de la famille des Pisauridae.

## Distribution
Cette espèce se rencontre en Chine au Yunnan et en Thaïlande,.

## Description
La femelle holotype mesure 12,70 mm.
Le mâle décrit par Dankittipakul, Singtripop et Zhang en 2008 mesure 7,26 mm et la femelle 12,77 mm.

## Publication originale
- Zhang, Zhu & Song, 2004 : A review of the Chinese nursery-web spiders (Araneae, Pisauridae). Journal of Arachnology, vol. 32, no 3, p. 353-417 (texte intégral).